# 反棘美尾䲗
反棘美尾䲗（学名：Calliurichthys recurvispinnis）为䲗科美尾䲗屬的鱼类。分布于中国广东
以及印度奥里萨邦沿岸等。该物种的模式产地在广东汕尾。分类地位未定；曾被认为是贝氏䲗的亚种